# موراي ليفين
موراي ليفين (بالإنجليزية: Murray Levin)‏ هو ضابط ومؤرخ أمريكي، ولد في 1927، وتوفي في 1999.